# Нянька драконов
Нянька драконов (англ. The Dragonsitter) — детская повесть Джоша Лейси 2012 года. Это история о маленьком мальчике Эдварде и проблемах, с которыми он и его семья сталкиваются, ухаживая за домашним драконом в течение недели.

## История публикаций
- 2012, Англия, Andersen Press[англ.] ISBN 9781849394192[1]
- 2013, Der Drachensitter, Anu Stohner (переводчик), Германия, Sauerländer ISBN 9783411812592[2]
- 2015, США, Little, Brown and Company ISBN 9780316298964[3]

## Критика
Booktrust написал в рецензии на книгу «Надзиратель драконов»: «От катастрофы к худшему, это безумная и вызывающая смех история о том, как необычно обращаться с домашним животным, с соответствующими энергичными рисунками», а The Daily Telegraph описал книгу как «короткую, острую и смешную». 
«Dragonsitter» также был рецензирован в Kirkus Reviews, Horn Book Guide Reviews, School Library Journal, School Library Connection, Publishers Weekly и School Librarian. 
В 2012 году книга вошла в шорт-лист премии Роальда Даля «Самая смешная книга для детей от семи до четырнадцати лет».

## External links
- Библиотечные фонды The Dragonsitter